# Tensei Kenja no Isekai Life - Daini no Shokugyō o Ete, Sekai Saikyō ni Narimashita
Tensei Kenja no Isekai Life – Daini no Shokugyō o Ete, Sekai Saikyō ni Narimashita (jap. 転生賢者の異世界ライフ ~第二の職業を得て、世界最強になりました~) ist eine japanische Online-Romanreihe von Shinkoshoto, die seit 2017 erscheint. Die Reihe wurde als Light Novel und Manga adaptiert. Eine Umsetzung als Anime ist für 2022 angekündigt. Der Manga erscheint auf Deutsch als Mein Isekai-Leben – Mit der Hilfe von Schleimen zum mächtigsten Magier einer anderen Welt.

## Inhalt
Der Angestellte Yūji Sano hat auf seiner Arbeit so viel zu erledigen, dass er sich schließlich Arbeit mit nach Hause nimmt. Dort wird ihm von seinem Computer mitgeteilt, dass er in eine andere Welt beschworen wurde und unbedacht akzeptiert Yūji die Beschwörung. Er findet sich in einer Welt ähnlich einem Fantasy-Computerspiel wieder und will diese so schnell wie möglich verlassen, um sich wieder seiner Arbeit zu widmen. Beim Versuch, sich von einem Schleim fressen zu lassen, dabei zu sterben und so zurückkehren zu können, bemerkt Yūji, dass er die Fähigkeit hat, Wesen wie Schleime zu zähmen. So freundet er sich mit einer wachsenden Zahl von Schleimen an und kann sich mit ihrer Hilfe und den in einem verlassenen Haus gefundenen Büchern großes Wissen über Magie aneignen. So ist er bald nicht nur Bändiger vieler Schleime, sondern auch ein mächtiger Magier, der sogar einen Drachen besiegen kann.

## Veröffentlichung
Die Geschichte des Franchises erschien zuerst als Romanreihe auf der Plattform Shōsetsuka ni Narō, wo sie noch heute fortgesetzt wird. Eine erste Adaption und Print-Veröffentlichung startete 2018 als Light Novel mit Illustrationen von Huuka Kazabana. Die Serie wird von SB Creative Corp. veröffentlicht und umfasst bisher 17 Bände.
Eine weitere Adaption, nun als Manga, wurde gezeichnet von Ponjea. Sie erscheint seit Juli 2018 auf der Online-Plattform Manga UP!. Der Verlag Square Enix bringt die Kapitel auch gesammelt in bisher 29 Bänden heraus (Stand August 2025).
Auf Deutsch erscheint der Manga seit Dezember 2021 bei Altraverse unter dem Titel Mein Isekai-Leben – Mit der Hilfe von Schleimen zum mächtigsten Magier einer anderen Welt in bisher 22 Bänden (Stand Juni 2025). Square Enix bringt eine englische Übersetzung heraus.